# أولاف دالي
أولاف دالي (بالنرويجية البوكمول: Olav Dale)‏ هو عازف جاز وملحن نرويجي، ولد في 30 أكتوبر 1958 في Voss ‏ في النرويج، وتوفي في 10 أكتوبر 2014.

## وصلات خارجية
- أولاف دالي على موقع ميوزك برينز (الإنجليزية)
- أولاف دالي على موقع ديسكوغز (الإنجليزية)